# 十五里河
十五里河，安徽省合肥市城区西南部的一条河流，为巢湖水系的支流之一。十五里河发源于大蜀山东南麓，经匡河、天鹅湖后，纳许小河、圩西河来水，于包河区义城街道董城府入湖。十五里河原为南淝河支流，经现滨湖森林公园北侧的焦姥河于马家渡入南淝河，1957年兴建兴集电灌站调整水系时，人工改道直接入湖。沿河有匡河公园、天鹅湖公园、骆岗生态公园。